# المهيريز
المهيريز قرية مغربية تقع على ضفة المحيط الأطلسي، جنوب مدينة الداخلة. إداريا، تنتمي المهيريز إلى جماعة بير كندوز في إقليم أوسرد التابع لجهة الداخلة وادي الذهب.

## الموقع الجغرافي
تقع المهيريز على بعد 10 كيلومتر من الطريق الوطنية رقم 1، في الجزء الرابط بين مدينة الداخلة و جماعة بير كندوز، على بعد 286 كيلومترا جنوب الداخلة.
و لا تبعد المهيريز عن مدينة نواذيبو الموريتانية إلا ب 170 كيلومترا شمالا، إذ أنها آخر قرية صيد في أقصى الجنوب المغربي.

## النشأة
تم إنشاء قرية المهيريز سنة 2005 في إطار برنامج تنموي لوزارة الفلاحة والصيد البحري، يهدف إلى إنشاء قرى الصيادين ونقط تفريغ مجهزة على امتداد الساحل المغربي، من أجل تعزيز قطاع الصيد البحري وإنعاش الصيد التقليدي. و هي واحدة من القرى العشرة المنشأة في المناطق الجنوبية ( جهة العيون الساقية الحمراء و جهة الداخلة وادي الذهب )،